# Михайлов, Владимир Степанович
Владимир Степанович Михайлов (15 января 1920, дер. Прудище, Псковская губерния — 5 сентября 1991, Красноярск) — участник Великой Отечественной войны, командир взвода станковых пулемётов (по другим данным — командир отделения или пулемётчик) 1-го стрелкового батальона 241-го гвардейского стрелкового полка 75-й гвардейской стрелковой дивизии 30-го стрелкового корпуса 60-й армии Центрального фронта, гвардии сержант (по другим данным — гвардии старший сержант или гвардии младший сержант), Герой Советского Союза (1943).

## Биография
Родился 15 января 1920 года в деревне Прудище. В 1929 году вместе с родителями переехал в деревню Дубровка Козульского района Красноярского края. Окончил 5 классов школы, с 1933 года работал в колхозе на разных работах. По окончании курсов при Ачинском сельскохозяйственном техникуме работал агрономом. Был избран секретарём комсомольской организации колхоза «Красный партизан» Козульского района.
В 1940 году призван в армию, служил на Дальнем Востоке, окончил полковую школу младших командиров. В 1943 году учился в Благовещенском пехотном училище.
В действующей армии с марта 1943 года. Гвардии младший сержант В. С. Михайлов был пулемётчиком 1-го стрелкового батальона 241-го гвардейского стрелкового полка 75-й гвардейской стрелковой дивизии. Участвовал в битве на Курской дуге, был ранен.
Младший сержант В. С. Михайлов особо отличился при форсировании реки Днепр севернее Киева, в боях при захвате и удержании плацдарма в районе сёл Глебовка и Ясногородка (Вышгородский район Киевской области) на правом берегу Днепра осенью 1943 года. В наградном листе командир 241-го гвардейского стрелкового полка 75-й гвардейской стрелковой дивизии гвардии подполковник Н. П. Бударин написал:

В боях проявил смелость и находчивость. 24.9.1943 года первым с пулемётом и расчётом под сильным огнём противника форсировал Днепр, а старое его русло перешёл вброд, неся на себе материальную часть и патроны. На правом берегу, заняв огневую позицию, отбил три атака противника, при этом уничтожил 70 солдат и офицеров, будучи легко раненым с поля боя не ушёл.

25.9.1943 года, при выбытии командира взвода из строя, взял командование взводом на себя. При выбытии из строя одного расчёта тов. Михайлов лёг к пулемёту, выдвинул его вперед боевых порядков и отбил 13 контратак противника, при этом уничтожил 105 солдат и офицеров противника.
В боях на плацдарме был ранен и эвакуирован в госпиталь.
Указом Президиума Верховного Совета СССР от 17 октября 1943 года за успешное форсировании реки Днепр севернее Киева, прочное закрепление плацдарма на западном берегу реки Днепр и проявленные при этом мужество и геройство гвардии младшему сержанту Михайлову Владимиру Степановичу присвоено звание Героя Советского Союза с вручением ордена Ленина и медали «Золотая Звезда» .
После госпиталя сержант Михайлов возвратился в свою часть и сразу принял участие в боях. В конце ноября 1943 года «заметив накопление противника для контратаки он установил пулемёт в нужном направлении и залёг на огневой позиции. В момент броска немцев открыл прицельный огонь, нанёс большие потери в живой силе и рассеял контратакующую группу». 1 декабря 1943 года был награждён медалью «За отвагу».
Воевал в Прибалтике, Польше, Германии. Уволен в запас в 1946 году (по некоторым данным в звании майора).
После войны жил в Красноярске, окончил краевую партшколу, был на партийной работе.
Похоронен на Бадалыкском кладбище.

## Награды
- Медаль «Золотая Звезда» № 1562 Героя Советского Союза (17 октября 1943 года);
- орден Ленина (17 октября 1943);
- орден Отечественной войны 1-й степени (1985);
- медали, в том числе:
  - медаль «За отвагу» (1943).

## Память
В 2000 году на Аллее Героев в районном центре Красногородск Псковской области установлен бюст В. С. Михайлова работы скульптора А. Ф. Маначинского.
В Красноярске по адресу ул. Парашютная 80, на фасаде здания, установлена мемориальная доска, напоминающая, что в этом доме проживал герой Советского Союза. 